# Torneo de Pattaya City 2013
El PTT Pattaya Open 2013 fue un evento de tenis WTA International en la rama femenina. Se disputó en Pattaya City (Tailandia), en el complejo Dusit Thani Hotel y en cancha dura al aire libre, haciendo parte de un conjunto de eventos que hacen de antesala a los torneos de gira norteamericana de cemento, entre el 28 de enero y 2 de febrero de 2013 en los cuadros principales femeninos, pero la etapa de clasificación se disputó desde el 26 de enero.

## Cabezas de serie

### Individuales femeninos
| Tenista            | Ranking | Preclasificada |
| Ana Ivanovic       | 13      | 1              |
| Maria Kirilenko    | 15      | 2              |
| Hsieh Su-wei       | 27      | 3              |
| Sorana Cîrstea     | 29      | 4              |
| Sabine Lisicki     | 36      | 5              |
| Daniela Hantuchová | 44      | 6              |
| Yelena Vesnina     | 47      | 7              |
| Heather Watson     | 50      | 8              |

### Dobles femeninos
| Tenista                           | Ranking | Preclasificada |
| Kai-Chen Chang Vania King         | 90      | 1              |
| Marina Erakovic Heather Watson    | 108     | 2              |
| Hao-Ching Chan Yung-Jan Chan      | 110     | 3              |
| Bethanie Mattek-Sands Shahar Peer | 114     | 4              |

## Campeonas

### Individuales femeninos
Maria Kirilenko venció a  Sabine Lisicki 5-7, 6-1, 7-6

### Dobles femenino
Kimiko Date Krumm /  Casey Dellacqua vencieron a  Akgul Amanmuradova /  Alexandra Panova 6-3, 6-2